# Ford TH!NK

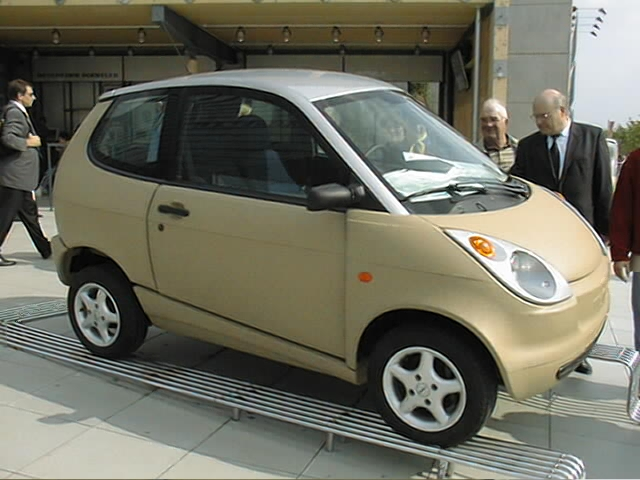
Une Th!nk à l'Exposition universelle de 2000 à Hanovre.

La Ford TH!NK est une gamme de véhicules électriques produite par TH!NK Mobility, alors une entreprise de la Ford Motor Company. La gamme, éphémère, comprend quatre modèles : la TH!NK Neighbor et la TH!NK City, de petites automobiles électriques, et les TH!NK Bike Traveler et TH!NK Bike Fun, des vélos motorisés électriques. Ford vend ses actions et la société résultante, Think Global, produit des voitures électriques en Norvège jusqu'à déclarer faillite en 2011,,.

## TH!NK City
La Think City deux portes pouvait accueillir un conducteur et un passager et elle avait une vitesse de pointe de 56 miles par heure (90 km/h). La voiture avait une vitesse d'accélération de zéro à 30 miles par heure (48 km/h) de sept secondes et elle pesait 2 075 livres. Le modèle mesurait 9,8 pieds (3,0 m) de long, 5,25 pieds (1,60 m) de large et 5,1 pieds (1,6 m) de haut.

## TH!NK Neighbor
La Neighbor a été conçue pour répondre à la spécification NHTSA pour les véhicules électriques de quartier. La conception et la fabrication n'étaient pas liées à la Th!nk City. La Neighbor était initialement proposée en deux modèles, un à deux places et un à quatre places, avec une version pick-up utilitaire deux places proposée vers la fin de la production. La TH!NK Neighbor avait un toit fixe au-dessus d'un enclos ouvert; une housse était disponible en option pour protéger les passagers de la pluie et des éléments. Selon les exigences de la NHTSA, la vitesse de pointe normale était limitée à 25 miles par heure (40 km/h), et il y avait également un mode "gazon" qui fixait sa vitesse maximale à 15 miles par heure (24 km/h) pour une utilisation sur les terrains de golf. De nombreuses options ont été conçues pour une utilisation sur le parcours de golf : elle comportait un porte-sac, un support pour les cartes de score, les tees et les balles et une machine à laver les clubs. De plus, pour la version quatre places, il y avait une option de coffre qui pouvait servir de glacière.

## Controverse sur l'élimination
Une controverse majeure a éclaté lorsque Ford a décidé d'écraser les voitures TH!NK City stockées aux États-Unis. Après avoir protesté contre des groupes écologistes, y compris un rassemblement de Greenpeace sur le toit des bureaux de Ford en Norvège, Ford a décidé d'expédier les véhicules excédentaires en Norvège.